# Родрігу Піньєйру
Родрі́гу Піньє́йру Ферре́йра (порт. Rodrigo Pinheiro Ferreira; нар. 28 серпня 2002) — португальський футболіст, захисник клубу «Фамалікан».

## Клубна кар'єра

### «Порту»
Займався футболом в системі «Віторії» (Гімарайнш), звідки 2017 року перебрався до академії «Порту». 11 серпня 2019 року дебютував за фарм-клуб «Порту Б» в матчі Сегунда-ліги проти «Спортінга» (Ковілья), вийшовши в стартовому складі. 28 грудня 2022 року в поєдинку Сегунда-ліги проти «Фаренсе» забив свій перший гол у професіональній кар'єрі.

### «Фамалікан»
27 червня 2024 року підписав чотирирічний контракт з «Фамаліканом». 11 серпня дебютував за нову команду в матчі Прімейра-ліги проти «Бенфіки», замінивши Калегарі.
10 серпня 2025 року в поєдинку Прімейра-ліги проти «Санта-Клари» забив свій перший гол за «Фамалікан».

## Кар'єра в збірній
Виступав за збірні Португалії до 15, до 18 і до 20 років.
В серпні 2024 року вперше викликаний в збірну Португалії до 21 року для участі в товариському матчі проти збірної Хорватії. 15 жовтня 2024 року дебютував за молодіжну збірну в матчі кваліфікації молодіжного чемпіонату Європи 2025 проти збірної Андорри. 
В червні 2025 року потрапив в заявку збірної до 21 року на молодіжний чемпіонат Європи в Словаччині.. На турнірі провів чотири матчі, відзначившись м'ячем проти збірної Грузії, а його команда дійшла до чвертьфіналу, де поступилась нідерландцям

## Статистика виступів
Станом на 16 серпня 2025
| Клуб              | Сезон             | Чемпіонат         | Чемпіонат | Чемпіонат | Кубок | Кубок | Кубок ліги | Кубок ліги | Єврокубки | Єврокубки | Інші  | Інші | Всього | Всього |
| Клуб              | Сезон             | Дивізіон          | Матчі     | Голи      | Матчі | Голи  | Матчі      | Голи       | Матчі     | Голи      | Матчі | Голи | Матчі  | Голи   |
| ----------------- | ----------------- | ----------------- | --------- | --------- | ----- | ----- | ---------- | ---------- | --------- | --------- | ----- | ---- | ------ | ------ |
| Порту Б           | 2019–20           | Сегунда-ліга      | 2         | 0         | —     | —     | —          | —          | —         | —         | —     | —    | 2      | 0      |
| Порту Б           | 2020–21           | Сегунда-ліга      | 11        | 0         | —     | —     | —          | —          | —         | —         | —     | —    | 11     | 0      |
| Порту Б           | 2021–22           | Сегунда-ліга      | 25        | 0         | —     | —     | —          | —          | —         | —         | —     | —    | 25     | 0      |
| Порту Б           | 2022–23           | Сегунда-ліга      | 27        | 1         | —     | —     | —          | —          | —         | —         | —     | —    | 27     | 1      |
| Порту Б           | 2023–24           | Сегунда-ліга      | 32        | 2         | —     | —     | —          | —          | —         | —         | —     | —    | 32     | 2      |
| Порту Б           | Всього            | Всього            | 97        | 3         | 0     | 0     | 0          | 0          | 0         | 0         | 0     | 0    | 97     | 3      |
| Фамалікан         | 2024–25           | Прімейра-ліга     | 29        | 0         | 1     | 0     | 0          | 0          | —         | —         | —     | —    | 30     | 0      |
| Фамалікан         | 2025–26           | Прімейра-ліга     | 2         | 1         | 0     | 0     | 0          | 0          | —         | —         | —     | —    | 2      | 1      |
| Фамалікан         | Всього            | Всього            | 31        | 1         | 1     | 0     | 0          | 0          | 0         | 0         | 0     | 0    | 32     | 1      |
| Всього за кар'єру | Всього за кар'єру | Всього за кар'єру | 128       | 4         | 1     | 0     | 0          | 0          | 0         | 0         | 0     | 0    | 129    | 4      |